# 危地马拉奥林匹克委员会
危地马拉奥林匹克委员会（西班牙語：Comité Olímpico Guatemalteco，IOC编码：GUA）是代表危地马拉的国家奥林匹克委员会。危地马拉奥林匹克委员会成立于1947年，并于同年获得国际奥林匹克委员会的认可。该组织也是泛美体育组织的成员。

## 停權
2022年10月15日，國際奧委會正式對瓜地馬拉國家奧委會處以停權處分。停權期間瓜地馬拉的任何運動員都不能代表該國並以該國的旗幟/名義參加奧運會和其他國際運動會，瓜地馬拉國家奧委會也失去了國際奧會的所有資助。

## 外部连结
- 官方网站 （西班牙文）